# Glòria (religió)
La Glòria és un concepte religiós que indica la manifestació de la presència de Déu en la tradició religiosa judeocristiana. La glòria de Déu es representa sovint amb escenes d'efectes lumínics, com ara, llamps, foc, la brillantor, en un sentit ampli.
La Glòria divina és un element important a través de la teologia judeocristiana, on Déu és considerat l'ésser més gloriós. Des de la seva creació a imatge de Déu, els éssers humans poden compartir o participar de la glòria divina, com a portadors de la seva imatge. Igual que un mirall, la persona humana reflecteix la glòria de Déu, tot i que imperfectament: "Que brilli igualment la vostra llum davant la gent; així veuran les vostres bones obres i glorificaran el vostre Pare del cel".［Mateu 5:16］